# Isfjorden (fiord a Møre og Romsdal)
L'Isfjorden és una branca del fiord de Romsdal, al municipi de Rauma, comtat de Møre og Romsdal, Noruega. El fiord, de 6,5 km de llargada, va des de la població d'Åndalsnes a la d'Isfjorden. La Carretera Comtal Noruega 64 transcorre al voltant del fiord. La línia ferroviària de Rauma té la seva terminal a l'estació de la ciutat d'Åndalsnes, a la costa sud del fiord. Isfjorden va ser el punt de desembarcament durant la batalla de Kringen de 1612.